# 구글 고글스
구글 고글스(영어: Google Goggles)는 구글이 만든 다운로드 가능한 이미지 인식 응용 프로그램으로, 현재 구글 모바일의 모바일 앱 페이지에서 볼 수 있다.
휴대 기기에서 찍힌 사진을 기반으로 한 검색에 사용된다. 이를테면 유명한 랜드마크의 사진을 찍으면 그에 관한 정보를 검색하며, 제품의 바코드 사진을 찍으면 제품의 정보를 검색해 준다.

## 같이 보기
- 구글 렌즈

## 참조
1. ↑  Google Mobile
2. ↑  Google mobile: Mainpage on Google Goggles, visited 8 December 2010